# Tomàs Dolsa i Ricart
Tomàs Dolsa i Ricart (1816 - 1909) fou un metge català. A França estudià unes noves tècniques de tractament dels malalts mentals. Quan va tornar va vendre les seves propietats familiars al Camp de Tarragona i va crear la Fundació Dolsa, responsable de la fundació de l'Institut Frenopàtic de les Corts de Barcelona.